# Vương tôn nữ Adrienne, Nữ công tước xứ Blekinge
Vương tôn nữ Adrienne, Nữ công tước xứ Blekinge (tên đầy đủ: Adrienne Josephine Alice, sinh ngày 9 tháng 3 năm 2018) là con út của Vương nữ Madeleine, Nữ Công tước xứ Hälsingland và Gästrikland và Christopher O'Neill. Khi sinh ra cô xếp thứ 10 trong thứ tự kế vị ngai vàng Vương thất Thụy Điển, hiện tại cô xếp thứ 11 trong dòng kế vị này.

## Thông tin về sự ra đời

### Chào đời
Vương tôn nữ Adrienne sinh ngày 9 tháng 3 năm 2018 lúc 00:41 tại Bệnh viện Danderyd, nặng 3,465 gram và đo được 50 cm khi mới sinh. Cùng ngày, 21 phát súng chào mừng đã được bắn từ trạm Skeppsholmen ở Stockholm, quận Boden, Karlskrona, Gothenburg và Härnösand để chào mừng sự kiện này. Đến ngày 12 tháng 3, tên và tước vị của cô được Vua Carl XVI Gustaf công bố trong một buổi lễ trước hội đồng nhà nước. Một nghi thức tạ ơn Te Deum đã được tổ chức vào chiều cùng ngày tại Nhà nguyện Hoàng gia thuộc Cung điện Stockholm để chào mừng Vương tôn nữ. Đồng thời, Adrienne là người đầu tiên được tấn phong thành công tước của xứ Blekinge vốn vĩ là một công quốc của Thụy Điển trong tước hiệu vì trước đây các thành viên Vương thất thường sẽ được phong trở thành công tước của các tỉnh thành Thụy Điển.

### Rửa tội
Vương tôn nữ Adrienne được rửa tội bởi Đức Tổng Giám mục Antje Jackelén tại Nhà thờ Cung điện Drottningholm vào ngày 8 tháng 6 năm 2018, cùng nơi các anh chị cô đã được rửa tội. Cha mẹ đỡ đầu của cô gồm Anouska d'Abo, Coralie Charriol Paul, Nader Panahpour, Gustav Thott, Charlotte Kreuger Cederlund và Natalie Werner.

### Đặt tên
Vương tôn nữ tên đầy đủ là Adrienne Josephine Alice. Cái tên được chọn "Adrienne" là một tên mới và không thực sự phổ biến trong Vương thất Thụy Điển. Tên đệm "Josephine" nhằm tưởng nhớ đến bà cố Josephine Cesario và cuối cùng là "Alice" để tôn vinh mẹ của Vương hậu Silvia là Quý bà Alice Sommerlath đã mất vào năm 1997.

## Tước hiệu
- 9 tháng 3 năm 2018 – 7 tháng 10 năm 2019: Her Royal Highness Vương tôn nữ Adrienne, Nữ công tước xứ Blekinge Điện hạ
- 7 tháng 10 năm 2019 – nay: Vương tôn nữ Adrienne, Nữ công tước xứ Blekinge

Kể từ ngày 7 tháng 10 năm 2019, sau khi Vua Carl XVI Gustaf tuyên bố tinh giảm quy mô gia đình bao gồm các con của Vương tử Carl Philip và Vương nữ Madeleine, vì vậy Vương tôn nữ Adrienne không còn sử dụng kính ngữ Royal Highness và không còn phải thực hiện các nhiệm vụ Vương thất nữa.